# SY Волка
SY Волка (лат. SY Lupi) — одиночная переменная звезда в созвездии Волка на расстоянии (вычисленном из значения параллакса) приблизительно 3114 световых лет (около 955 парсеков) от Солнца. Видимая звёздная величина звезды — от +15,2m до +11,8m.

## Характеристики
SY Волка — красная пульсирующая переменная звезда, мирида (M) спектрального класса Me. Эффективная температура — около 3280 K.